# 张量 (政治人物)
张量（1914年—1998年1月26日），男，山东齐河人，中华人民共和国政治人物，曾任贵州省军区副司令员，贵州省人大常委会副主任。